# 木村尚達 (司法官)
木村 尚達（きむら しょうたつ、明治12年（1879年）5月27日 - 昭和22年（1947年）11月1日）は、日本の裁判官、検察官、政治家。検事総長、司法大臣、貴族院議員。

## 経歴
熊本県出身。東秀則の二男として生まれ、木村成苗の養子となる。中学済々黌、第五高等学校を経て、1906年7月、京都帝国大学法科大学を卒業。司法官試補となり奈良地方裁判所詰となる。
1908年4月、検事に任官し東京地方裁判所予備検事に着任。以後、岡崎区裁判所検事、千葉地方裁判所検事を歴任し、1911年4月に退職。翌月、ドイツに留学し、チュービンゲン大学、ミュンヘン大学で学んだ。
1914年に帰国し、同年4月、東京地裁判事に復帰した。以後、東京地裁部長、司法書記官兼司法省参事官、大臣官房調査課長、兼検事・大審院検事を歴任。1931年9月、司法省刑事局長に就任し、大審院検事、大審院部長判事などを務めた。1938年7月、東京控訴院（現東京高等裁判所）長、さらに、1939年2月、検事総長に就任した。
1940年1月、米内内閣の司法大臣に就任。同年7月、同内閣が総辞職をすると、同月16日、貴族院勅選議員に任じられ、研究会に属して活動し、1946年5月16日に辞任した。戦後、1946年に公職追放となった。
その他、法制審議会幹事、法規整備委員会委員、王公族審議会審議官などを務めた。

## 親族
- 長男 木村秀弘（国税庁長官・日本専売公社総裁）
- 孫 御厨貴（政治史学者・政治学者）